# Vera Hagemann
Vera Hagemann was een Zwitserse schermster. Zij nam deel aan de Olympische Zomerspelen van 1948.

## Belangrijkste resultaten

### Olympische Zomerspelen
| Jaar | Plaats | Discipline | Onderdeel  | Resultaat                               |
| ---- | ------ | ---------- | ---------- | --------------------------------------- |
| 1948 | Londen | schermen   | floret (v) | eerste ronde (zesde in de vijfde reeks) |